# Kahlotus
Kahlotus is een plaats (city) in de Amerikaanse staat Washington, en valt bestuurlijk gezien onder Franklin County.

## Demografie
Bij de volkstelling in 2000 werd het aantal inwoners vastgesteld op 214.
In 2006 is het aantal inwoners door het United States Census Bureau geschat op 230, een stijging van 16 (7,5%).

## Geografie
Volgens het United States Census Bureau beslaat de plaats een oppervlakte van
1,1 km², geheel bestaande uit land. Kahlotus ligt op ongeveer 275 m boven zeeniveau.

## Plaatsen in de nabije omgeving
De onderstaande figuur toont nabijgelegen plaatsen in een straal van 36 km rond Kahlotus.